# FA Charity Shield 2000
Lo FA Charity Shield 2000, noto in italiano anche come Supercoppa d'Inghilterra 2000, è stata la 78ª edizione della Supercoppa d'Inghilterra.
Si è svolto il 13 agosto 2000 al Wembley Stadium di Londra tra il Manchester United, vincitore della FA Premier League 1999-2000, e il Chelsea, vincitore della FA Cup 1999-2000.
A conquistare il titolo è stato il Chelsea che ha vinto per 2-0 con reti di Jimmy Floyd Hasselbaink e Mario Melchiot.

## Partecipanti
| Squadre        | Qualificazione                              | Partecipazioni precedenti (il grassetto indica la vittoria)                                                           |
| -------------- | ------------------------------------------- | --- |
| Manchester Utd | Vincitore della FA Premier League 1999-2000 | 19 (1908, 1911, 1948, 1952, 1956, 1957, 1963, 1965, 1967, 1977, 1983, 1985, 1990, 1993, 1994, 1996, 1997, 1998, 1999) |
| Chelsea        | Vincitore della FA Cup 1999-2000            | 3 (1955, 1970, 1997)                                                                                                  |

## Tabellino
| Arbitro: | Mike Riley |

|                              |           |  |
| Hasselbaink 22’ Melchiot 73’ | Marcatori |  |

| Chelsea | Manchester United |

### Formazioni
| Chelsea:        |    |                         |  |     |
|                 |    |                         |  |     |
| P               | 1  | Ed de Goeij             |  |     |
| D               | 15 | Mario Melchiot          |  |     |
| D               | 5  | Frank Lebœuf            |  |     |
| D               | 6  | Marcel Desailly         |  |     |
| D               | 3  | Celestine Babayaro      |  |     |
| C               | 12 | Mario Stanić            |  |     |
| C               | 16 | Roberto Di Matteo       |  | 70’ |
| C               | 11 | Dennis Wise (c)         |  |     |
| C               | 8  | Gustavo Poyet           |  | 77’ |
| A               | 9  | Jimmy Floyd Hasselbaink |  |     |
| A               | 25 | Gianfranco Zola         |  | 73’ |
| A disposizione: |    |                         |  |     |
| P               | 23 | Carlo Cudicini          |  |     |
| D               | 14 | Graeme Le Saux          |  | 77’ |
| D               | 21 | Bernard Lambourde       |  |     |
| C               | 18 | Gabriele Ambrosetti     |  |     |
| C               | 20 | Jody Morris             |  | 70’ |
| A               | 19 | Tore André Flo          |  |     |
| A               | 22 | Eiður Guðjohnsen        |  | 73’ |
| Allenatore:     |    |                         |  |     |
| Gianluca Vialli |    |                         |  |     |

| Manchester Utd: |    |                      |     |     |
|                 |    |                      |     |     |
| P               | 1  | Fabien Barthez       |     |     |
| D               | 2  | Gary Neville         |     |     |
| D               | 5  | Ronny Johnsen        |     |     |
| D               | 27 | Mikaël Silvestre     |     | 19’ |
| D               | 3  | Denis Irwin          |     |     |
| C               | 7  | David Beckham        |     |     |
| C               | 16 | Roy Keane (c)        | 62’ |     |
| C               | 18 | Paul Scholes         | 81’ |     |
| C               | 11 | Ryan Giggs           |     | 78’ |
| A               | 20 | Ole Gunnar Solskjær  |     | 70’ |
| A               | 10 | Teddy Sheringham     |     | 70’ |
| A disposizione: |    |                      |     |     |
| P               | 17 | Raimond van der Gouw |     |     |
| D               | 6  | Jaap Stam            |     | 19’ |
| D               | 12 | Phil Neville         |     |     |
| C               | 8  | Nicky Butt           |     |     |
| C               | 25 | Quinton Fortune      |     | 78’ |
| A               | 9  | Andy Cole            |     | 70’ |
| A               | 19 | Dwight Yorke         |     | 70’ |
| Allenatore:     |    |                      |     |     |
| Alex Ferguson   |    |                      |     |     |